# حسینعلی افخمی
حسینعلی افخمی (زاده ۲ فروردین ۱۳۳۸ یزد) پژوهشگر حوزه مطالعات ارتباطات، روزنامه‌نگار، استاد دانشگاه و مدیر گروه رشته روابط عمومی دانشگاه علامه طباطبایی است. او مقطع کارشناسی ارشد رشته روزنامه‌نگاری بین‌المللی را در دانشگاه لندن سیتی و مقطع دکتری را در رشته علوم ارتباطات اجتماعی در دانشگاه لیدز به پایان رسانده‌است.
از افخمی در سال ۱۳۸۹ به عنوان «پیشکسوت روابط عمومی» و در سال ۱۳۹۱ به عنوان «مدرس پیشگام روابط عمومی» تقدیر شده‌ است. او همچنین در سال ۱۳۹۷، توسط وزارت علوم، تحقیقات و فناوری به عنوان «استاد برتر روابط عمومی کشور» در دانشگاه بوعلی همدان مورد تقدیر قرار گرفت.